# زایمان در ژاپن
زایمان در ژاپن (انگلیسی: Childbirth in Japan) تحت تأثیر فرهنگ، قوانین و نظام بهداشتی خاص این کشور قرار دارد. نرخ مرگ‌ومیر نوزادان در ژاپن یکی از پایین‌ترین‌ها در جهان است و این کشور یکی از طولانی‌ترین امید به زندگی برای زنان را داراست. سقط جنین از سال ۱۹۴۸ قانونی شده و به‌طور گسترده‌ای در دسترس است، اما با مراسم مذهبی و فرهنگی خاصی همراه است که نشان‌دهنده حساسیت این موضوع در جامعه ژاپنی است. نرخ باروری در ژاپن پایین است و بیشتر زنان معمولاً یک یا دو فرزند دارند. استفاده از روش‌های ضدبارداری در این کشور همچنان پایین است و قرص ضدبارداری نیز موضوعی جنجالی است. در کل، وضعیت سلامت زنان در ژاپن به لحاظ آماری مثبت است و این کشور یکی از بهترین سیستم‌های بهداشتی را برای مراقبت‌های مادر و کودک دارد.

## پس‌زمینه

### تاریخچه
افسانه‌ها به آفرینش ژاپن توسط یک الهه خورشید نسبت داده می‌شود که امپراتوران اولیه از او به‌عنوان اجداد خود یاد می‌کنند و این تاریخ به سال ۶۶۰ پیش از میلاد بازمی‌گردد. در طول هزار سال بعدی، ژاپن فرهنگی عمدتاً ناهمگن با الگوهای اجتماعی متنوع منطقه‌ای بود. ارتباط با کره (کشور) و چین در این دوران جنبه‌هایی از هر دو فرهنگ را به ژاپن آورد، از جمله قوانین رتبه‌بندی و آداب، گاه‌شماری چینی، ستاره‌شناسی و سیستم درمانی مبتنی بر طب سنتی چین. دیکتاتورهای نظامی یا شُوگُن‌ها به مدت تقریباً هفتصد سال حکومت کردند که در نهایت به اتحاد نظامی و اجرای گسترده نظم مدنی مطابق با اخلاق طبقه سامورایی منجر شد، مانند قوانین وفاداری، سلسله مراتب اجتماعی و پرستش والدین.
تلاش‌های غربی برای تجارت با ژاپن تا سال ۱۸۵۳ موفقیت‌آمیز نبود تا اینکه یک ناوگان آمریکایی به رهبری کامودور پری به آب‌های ژاپن رسید و ژاپن را مجبور به پذیرش توافق‌های تجاری نامطلوب کرد. این رویداد همزمان با سقوط شُوگُن‌ها و بازسازی میجی بود که به پایان سیستم مالکان فئودال و کمک به اتحاد کشور انجامید. ژاپن به سرعت به یک قدرت مدرن با ارتش امپراتوری تبدیل شد. سپس ژاپن شروع به گسترش امپراتوری خود و تصرف جزایر مختلف اقیانوس آرام و بخش‌هایی از روسیه کرد. این نظامی‌گری به دهه ۱۹۲۰ منتقل شد زمانی که ژاپن به چین حمله کرد، به دهه ۱۹۳۰ که ژاپن به کشورهای محور پیوست و نهایتاً به دهه ۱۹۴۰ که ژاپن به پرل هاربر حمله کرد. در سال ۱۹۴۵، انفجار دو بمب اتمی توسط ایالات متحده بر روی هیروشیما و ناگاساکی نتایج فاجعه‌باری به دنبال داشت که نهایتاً منجر به عقب‌نشینی شد.
آمریکا از ۱۹۴۵ تا ۱۹۵۲ ژاپن را تحت اشغال خود قرار داد و تحت فرماندهی ژنرال داگلاس مک‌آرتور، یک قانون اساسی جدید در سال ۱۹۴۷ به اجرا درآمد که بر اساس آن امپراتور به‌طور عمده به یک مقام نمادین تبدیل شد. ژاپن در سال ۱۹۵۲ حاکمیت خود را بازیافت و در سال ۱۹۷۲ ایالات متحده برخی جزایر شامل اوکیناوا را به ژاپن بازگرداند. رشد اقتصادی ژاپن سریع بود و به فناوری‌های جدید، تولید و نگرش حمایت‌گرایانه تکیه داشت. در سال ۱۹۹۸، ژاپن – مانند بسیاری از کشورهای منطقه – بدترین رکود اقتصادی را از زمان جنگ جهانی دوم تجربه کرد که در نهایت به استعفای نخست‌وزیر منجر شد. از آن زمان اقتصاد بهبود یافته است، اما همچنان با رکود روبه‌رو است، وضعیتی که سونامی ۲۳ فوتی اخیر و بزرگ‌ترین زمین‌لرزه تاریخ ژاپن که در ۱۱ مارس ۲۰۱۱ رخ داد، نتوانست آن را بهبود بخشد. سونامی ناشی از یک زمین‌لرزه عظیم در سال ۲۰۱۱، نیروگاه هسته‌ای فوکوشیما را در هم شکست و منجر به نشت مواد رادیواکتیو خطرناک مانند 131I، 137Cs و 134Cs به محیط زیست شد. در نتیجه، بیش از ۱۷۰٬۰۰۰ نفر در ژاپن از این منطقه تخلیه شدند. مواد رادیواکتیو از حادثه فوکوشیما به هوا و آب آزاد شدند و احتمالاً کشاورزی و زندگی دریایی در ژاپن و کشورهای همجوار را آلوده کردند.

### ساختار اجتماعی و سازماندهی
جمعیت ژاپن در سال ۲۰۰۹ برابر با ۱۲۷٫۵۱ میلیون نفر بود. این کشور دهمین جمعیت بزرگ دنیا و پنجمین بالاترین چگالی جمعیت را دارد. ژاپن به‌طور فزاینده‌ای به سمت شهرنشینی پیش می‌رود. در سال ۲۰۰۵، حدود ۴۵ درصد از جمعیت در شعاع ۵۰ کیلومتری از سه شهر بزرگ ژاپن: توکیو، اوزاکا و ناگویا متمرکز بودند.
در سال ۲۰۰۵، ۲۰٫۱ درصد از جمعیت بالای ۶۵ سال سن داشتند. پیش‌بینی می‌شود که این رقم تا سال ۲۰۳۰ به ۳۱٫۸ درصد برسد که بیشتر از هر کشور صنعتی دیگر است. نرخ باروری در ژاپن برابر با ۱٫۲۱ است که پایین‌تر از سطح جانشینی است. درصد خانوارهای سه‌نسلی از دهه ۱۹۷۰ به‌طور پیوسته کاهش یافته در حالی که نسبت خانوارهای یک‌نفره و هسته‌ای در همین مدت زمان افزایش یافته است.
تعاملات اجتماعی در ژاپن به‌طور سنتی توسط دو دینامیک متضاد صمیمیت و سلسله مراتب هدایت می‌شود. در موقعیت‌های اجتماعی، تعهد به هماهنگی گروهی، همبستگی و صمیمیت باید با احترام عمیق به سلسله مراتب تعادل یابد. قوانین سلسله مراتب تحت تأثیر سن، وضعیت اجتماعی و نوع شغل قرار دارد؛ بنابراین، رفتار مناسب بستگی به توانایی فرد در ارزیابی تمایز سلسله‌مراتبی میان افراد دارد. فاصله به‌طور طبیعی صمیمیت را کاهش می‌دهد و باید از زبان مناسب برای ابراز احترام استفاده شود تا از توهین به طرف مقابل جلوگیری شود. به‌طور سنتی، هرگونه رفتاری که منجر به تنش یا نشان‌دهنده انحراف باشد در ژاپن پذیرفته نمی‌شود.

### سیستم سیاسی و اقتصادی
از زمان تصویب قانون اساسی در سال ۱۹۴۷، ژاپن دولتی با مجلس و سلطنت مشروطه است. پادشاهی ارثی است در حالی که نخست‌وزیر باید توسط مجلس که شامل مجلس مشاوران و مجلس نمایندگان است انتخاب شود. اداره محلی ژاپن از طریق استان‌ها انجام می‌شود. کشور به ۴۷ استان تقسیم شده است که هر یک به شهرها و بخش‌هایی که به‌طور جداگانه تقسیم می‌شوند، تقسیم شده است. حق رأی در سن ۲۰ سالگی اعطا می‌شود.
ژاپن چهارمین تولیدکننده بزرگ GDP در دنیا بعد از اتحادیه اروپا، ایالات متحده و چین است. در حالی که ژاپن برای قرن‌ها اقتصادی عمدتاً کشاورزی بود، درصد نیروی کار از قرن بیستم به‌طور چشمگیری از کشاورزی به مشاغل صنعتی تغییر یافت. در نتیجه، ژاپن باید حدود ۶۰ درصد از غذای خود را وارد کند. ژاپن یکی از بزرگ‌ترین و پیشرفته‌ترین تولیدکنندگان اتومبیل، تجهیزات الکترونیکی (شامل دوربین‌های دیجیتال)، ابزارآلات صنعتی، فولاد و فلزات غیرآهنی، کشتی‌ها، مواد شیمیایی، منسوجات و غذاهای فرآوری‌شده در جهان است. نرخ بیکاری در ژاپن کمتر از ۵ درصد و ثابت است. با این حال، اقتصاد با چالش‌هایی از جمله بخش دولتی عظیم ژاپن که بیش از ۲۰۰ درصد GDP است، رکود مداوم، وابستگی به صادرات و جمعیت پیر و در حال کاهش روبه‌رو است.
یک منحنی کلاسیک "M" به وضوح در اشتغال زنان در ژاپن مشاهده می‌شود زیرا بسیاری از زنان به‌منظور بزرگ کردن فرزندان از نیروی کار خارج می‌شوند. سه برابر بیشتر زنان نسبت به مردان به‌طور پاره‌وقت شاغل هستند.
شورای کیفیت مراقبت‌های بهداشتی ژاپن سیستم جبران خسارت زایمان برای فلج مغزی را مدیریت می‌کند که یک سیستم جبران خسارت بدون تقصیر برای مراقبت از فلج مغزی مرتبط با زایمان است.

### دین
دین‌هایی که امروزه در ژاپن رواج دارند شامل شینتو (۸۳٫۹٪)، بودیسم (۷۱٫۴٪)، مسیحیت (۲٪) و دیگر مذاهب (۷٫۸٪) می‌شود. مجموع پیروان بیش از ۱۰۰٪ است زیرا بسیاری از مردم هم به شینتو و هم به بودیسم اعتقاد دارند. معبد شینتویی که به پرستش خدایان و الهه‌های اساطیر ژاپنی اختصاص دارد، مناظر ژاپن را تزئین می‌کند. شینتو بر پایه سنت‌های پیشین انیمیزم و شامانیسم استوار است و مفاهیم بسیاری را که در زندگی روزمره ژاپنی‌ها امروزه مهم هستند، شامل می‌شود، از جمله پاکیزگی بدن و خانه. شینتو به مدت طولانی به عنوان «دین مردم» شناخته می‌شد، در حالی که بودیسم ابتدا توسط نخبگان پذیرفته شد. در بودیسم زن (زِن) ارزش‌هایی مانند تلاش فردی، فداکاری شخصی، وقف، کوشش، تطابق با بدن و همچنین مدیتیشن که بر فعالیت‌های روزانه مانند نوشیدن چای، آرایش گل و باغبانی تمرکز دارد، بنیادی است. سنت‌های فلسفی کنفسیوس‌گرایی، هرچند که به‌طور خاص مذهبی نیستند، در فرهنگ ژاپنی به‌طور عمیقی ریشه دارند. پنج رابطه اساسی طبق این فلسفه عبارتند از: پدر-پسر، حاکم-رعیت، شوهر-همسر، برادر بزرگ‌تر-برادر کوچک‌تر، و میان دوستان. به وضوح این سیستم روابط مبتنی بر زن را از جمله روابط مادر-دختر در بر نمی‌گیرد.

### محیط فیزیکی
ژاپن کشوری جزیره‌ای است که از غرب با کره، از جنوب غربی با چین و از شمال با روسیه هم‌مرز است. بیشتر جمعیت در چهار جزیره اصلی که بین اقیانوس آرام و دریای ژاپن قرار دارند زندگی می‌کنند. این جزایر شامل هوکایدو، هونشو، شیکوکو و کیوشو هستند. مساحت کل زمین ژاپن کمی کوچکتر از کالیفرنیا است، اما آب و هوای آن به‌طور چشمگیری از شمال تا جنوب متفاوت است، به طوری که در شمال معتدل و در جنوب گرمسیری است. این کشور عمدتاً کوهستانی است و به دلیل موقعیت جغرافیایی خود، در برابر انواع مختلف خطرات طبیعی از جمله آتشفشان‌ها، زلزله‌ها، سونامی‌ها و تیفون‌ها آسیب‌پذیر است.

### نظریه‌های بهداشت و بیماری
سیستم پزشکی اصلی ژاپن پزشکی زیستی است. در اواخر قرن نوزدهم، دولت ژاپن به‌طور رسمی سیستم آموزش پزشکی و ارائه خدمات پزشکی آلمان را پذیرفت. این سیستم مراقبت‌های بهداشتی در کنار یک سیستم درمانی منحصر به فرد ژاپنی به نام طب سنتی ژاپنی وجود دارد. دولت در دهه ۱۹۵۰ به کمپو وضعیت رسمی اعطا کرد، که یک رویداد تاریخی بود که با تنظیمات دولتی و پوشش بیمه‌ای ملی برای برخی انواع درمان‌ها همراه بود. کمپو بر روی برقراری تعادل بین وضعیت‌های جسمی، روانی، اجتماعی و احساسی متمرکز است. عدم تعادل ممکن است به دلیل تغییراتی مانند گرما (مثلاً فعالیت بیش از حد)، رژیم غذایی نامناسب، رطوبت یا عوامل بیماری‌زا باشد. تعادل و عدم تعادل طبق سه مجموعه اصلی از حالت‌های متضاد درک می‌شود: گرما/سرما، اضافه/کمبود، و داخلی/خارجی. یک پزشک کمپو اطلاعات گسترده‌ای در مورد تجربه‌های جسمی و احساسی بیمار جمع‌آوری کرده و بر بازگرداندن تعادل تمرکز می‌کند. درمان‌ها شامل فتیله‌گذاری و طب سوزنی می‌شود. درمان کمپو به‌طور کلی برای شرایط مزمن مناسب است، زمانی که چندین ارگان تحت تأثیر قرار گرفته‌اند (برای مثال اختلالات ایمنی یا کاهش ناشی از پیری) یا زمانی که پزشکی زیستی قادر به تشخیص یا درمان مؤثر یک وضعیت نباشد.

### آمار سلامت زنان
در حالی که وضعیت اجتماعی زنان نسبتاً پایین است، اما وضعیت مادر بودن در ژاپن بسیار بالا است. مفهوم ryosai kenbo (همسر خوب و مادر دانا)، در حالی که به درک مثبت و احترام به نقش مادری کمک کرده است، در ۲۵ سال گذشته با مقاومتی از سوی زنان روبرو بوده است. میانگین سن باروری ۲۹٫۷ سال است، که نسبت به سال ۱۹۷۹ حدود چهار سال افزایش داشته است. میانگین سن اولین ازدواج برای زنان ۲۸٫۶ سال است که نسبت به سال ۱۹۵۰ بیش از پنج سال افزایش یافته است. نرخ ازدواج از سال ۱۹۷۰ کاهش یافته است؛ نرخ طلاق، در حالی که هنوز پایین است، از سال ۱۹۷۰ کمی افزایش یافته است. با این حال، بیشتر زنان در ژاپن همچنان یک یا دو فرزند دارند و وقت و انرژی زیادی را صرف پرورش آنها می‌کنند. تابعیت به‌طور خاص محافظت‌شده است: یک کودک متولد شده در ژاپن در صورتی که هر دو والدین غیرژاپنی باشند یا اگر پدر ژاپنی پدر بودن خود را نسبت به کودکی که از یک زن غیرژاپنی متولد شده است انکار کند، تابعیت ژاپنی دریافت نمی‌کند.
دسترسی به قرص ضدبارداری در ژاپن یک موضوع بحث‌برانگیز است به دلیل نگرانی دولت نسبت به اثرات جانبی بالقوه و منفی آن و نگرانی از اینکه ممکن است از طریق عدم استفاده از کاندوم، به افزایش اچ‌آی‌وی کمک کند. در حالی که اکنون قرص ضدبارداری در دسترس است، میزان استفاده از آن همچنان پایین‌تر از بسیاری از کشورهای دیگر است. به‌طور مثال، یک نظرسنجی در سال ۲۰۰۱ از ۱۵۰۰ زن نشان داد که تنها ۴٪ از زنان ژاپنی از این روش استفاده می‌کنند، در حالی که در ایالات متحده ۸۷٪ و در آلمان ۹۳٪ از این روش استفاده می‌کنند.
سقط جنین از سال ۱۹۴۸ در ژاپن قانونی شده است. یک نظرسنجی در سال ۱۹۸۲ توسط خدمات خبری کیودو گزارش داد که ۷۵٪ از زنان در پنجاه سالگی خود حداقل یک بار سقط جنین انجام داده‌اند. سقط جنین در دوره پس از جنگ جهانی دوم قانونی شد، زمانی که نیازهای بقا تعداد دهان‌هایی را که یک خانواده می‌توانست غذا دهد محدود می‌کرد. با این حال، سقط جنین به راحتی انجام نمی‌شود و معمولاً با انجام مراسم مختلف بودایی همراه است که در آن والدین احساس پشیمانی و قدردانی از فرزند سقط شده خود به دلیل فداکاری برای خانواده ابراز می‌کنند. یک مطالعه در سال ۲۰۰۵ توسط دانشکده پزشکی دانشگاه اوساکا گزارش داد که در سال ۲۰۰۱، ۳۴۱٬۵۸۸ سقط جنین القایی صورت گرفته است. علاوه بر این، نرخ سقط جنین از ۱۹۹۸ تا ۲۰۰۱ به‌طور تدریجی ۵٫۴٪ افزایش یافته و به ۲۹۲ سقط جنین به ازای هر ۱٬۰۰۰ تولد زنده رسیده است.
آمار مرتبط با سلامت زنان در ژاپن به طرز الهام‌بخشی مثبتی است. ژاپن یکی از طولانی‌ترین امیدهای به زندگی برای زنان در جهان را دارد که ۸۲٫۲۵ سال است. طبق آمار سازمان بهداشت جهانی، نرخ امید به زندگی در سال ۲۰۱۱ برای هر دو جنس ۸۳ و برای زنان ۸۶ سال بوده است. همچنین نرخ مرگ‌ومیر نوزادان ۲٫۷۸ مرگ به ازای هر ۱٬۰۰۰ تولد زنده است، که یکی از پایین‌ترین نرخ‌ها در جهان است. اینکه آیا این دو حقیقت به یک عدد نهایی، یعنی ۱٫۲۱ کودک در هر زن در سال ۲۰۱۱، مرتبط هستند یا خیر هنوز مشخص نیست. نرخ مرگ‌ومیر نوزادان در سال ۲۰۱۴ به ۲٫۱۳ به ازای هر ۱٬۰۰۰ تولد زنده کاهش یافته است. نرخ مرگ‌ومیر مادران ۵ مرگ به ازای هر ۱۰۰٬۰۰۰ تولد زنده است که یکی از پایین‌ترین نرخ‌ها در جهان است.